# Герб Флоренции
Герб Флоренции (итал. Stemma di Firenze) — официальный символ Флоренции, Италия. Был утверждён 25 июля 1929 года.
Герб представляет собой овальный геральдический щит серебряного цвета, на щите изображена красная лилия.
Лилия является старинным символом Флоренции. Изображение геральдической лилии чеканилось на аверсе флорентийских золотых флоринов с 1252 года.
Первоначально герб украшала белая лилия на красном фоне. Однако в 1251 году гвельфы, изгнав из Флоренции гибеллинов, изменили расцветку герба, сделав цветок красным, а фон белым.
В 1420 году для церкви Санта-Мария-Новелла во Флоренции итальянский скульптор Донателло создал мраморную геральдическую статую Мардзокко — льва (символа евангелиста Марка, являющегося покровителем Флоренции) с гербом Флоренции в виде лилии на щите.
Герб и флаг Флоренции представляют город и его сообщество и защищены геральдическими правилами; изображения зарегистрированы в Торговой палате и защищены действующим законодательством об авторском праве.

## Галерея

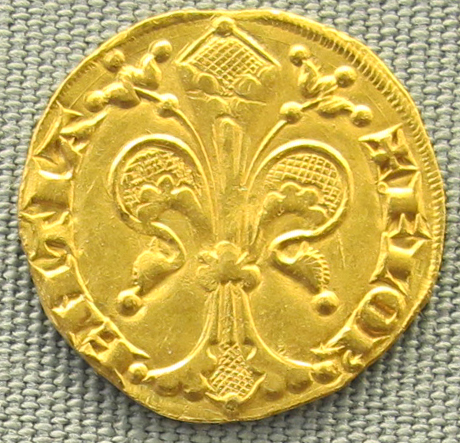
Золотой флорин, 1317 год
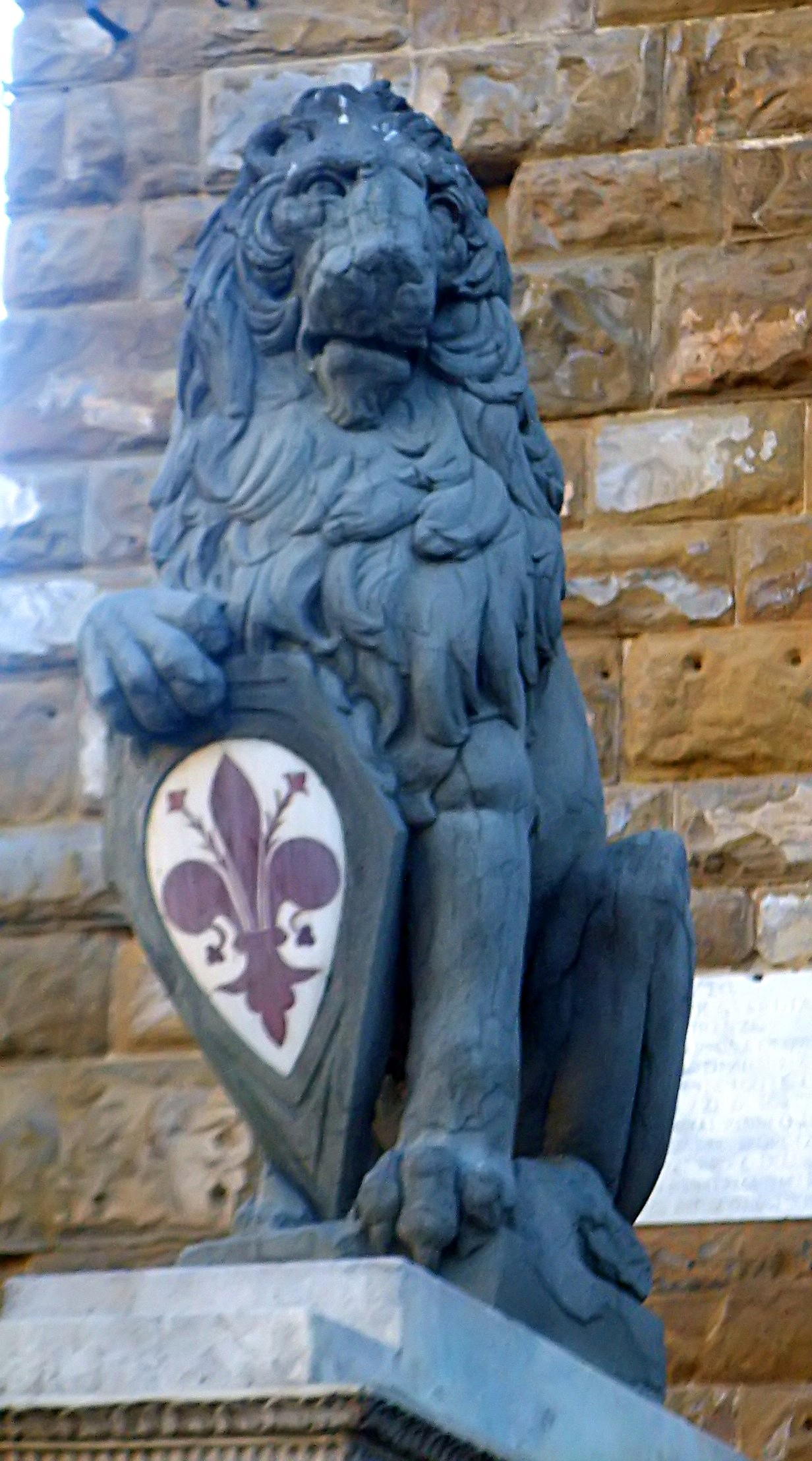
Мардзокко — лев с гербом на щите
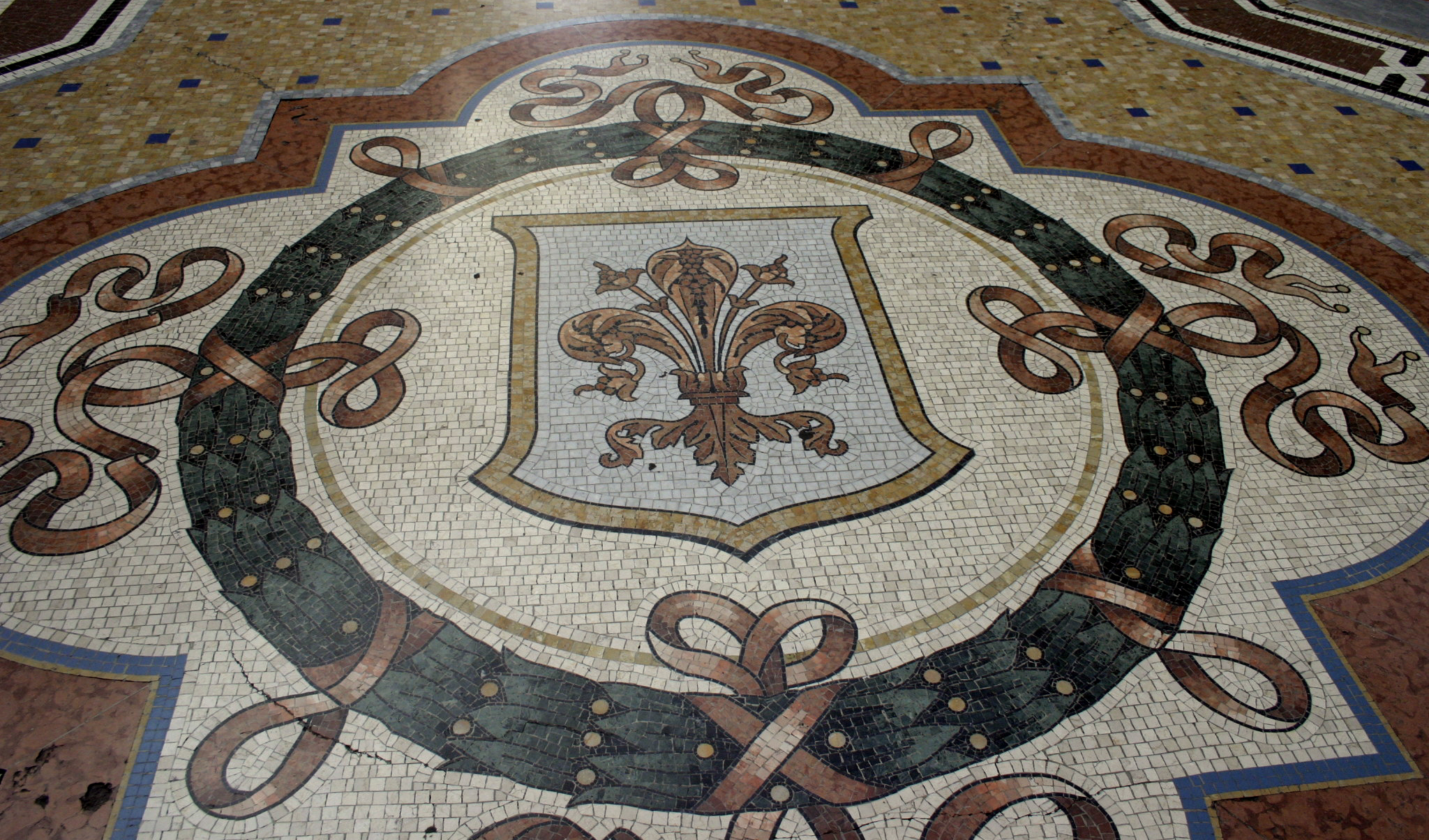
Фрагмент мозаичного пола в Галерее Виктора Эммануила II
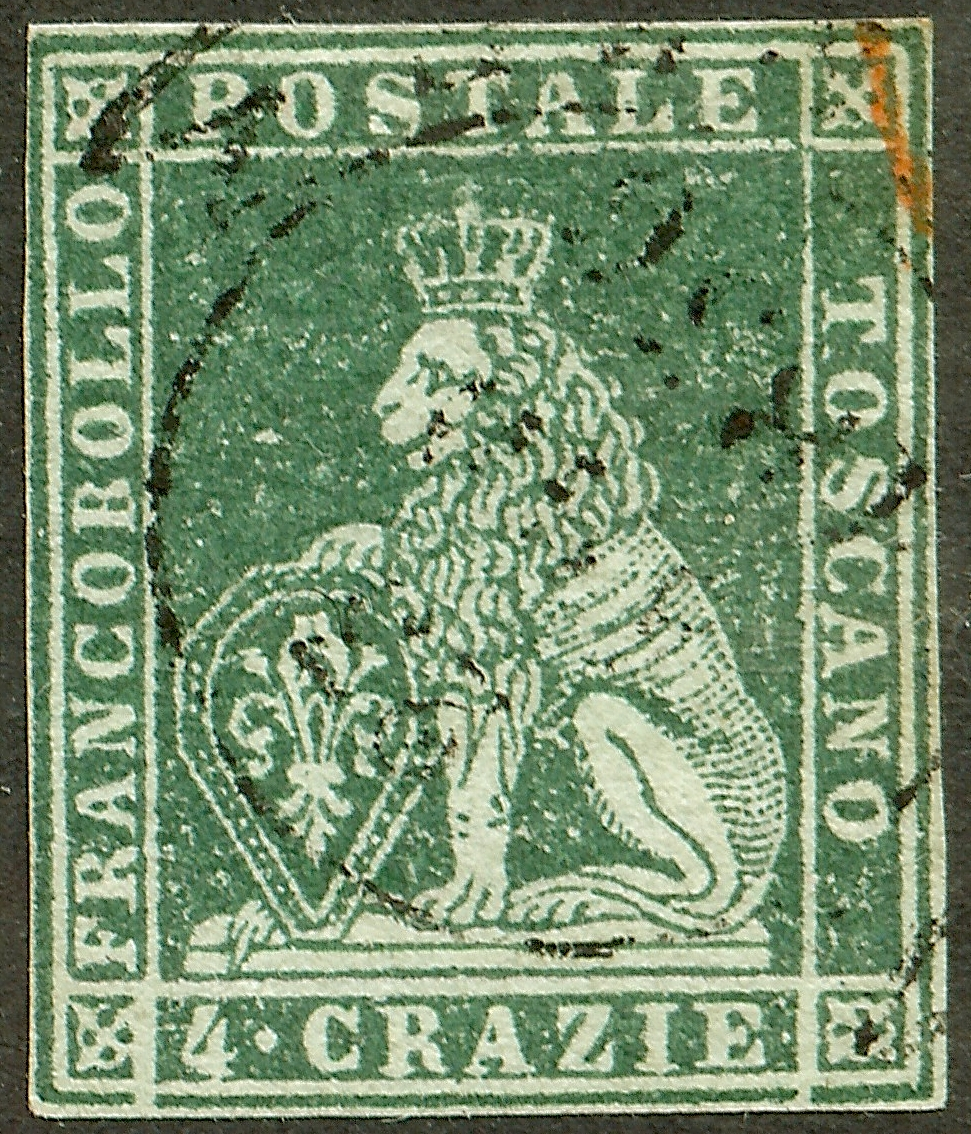
Первая почтовая марка Тосканы, 1851 г.
Эмблема футбольного клуба Фиорентина